# Chiropodomys gliroides
Chiropodomys gliroides је врста глодара из породице мишева (Muridae).

## Распрострањење
Ареал врсте покрива средњи број држава. Врста је присутна у Кини, Индији, Тајланду, Лаосу, Бурми, Вијетнаму, Малезији, Индонезији и Камбоџи.

## Станиште
Станишта врсте су шуме, планине, бамбусове шуме, екосистеми ниских трава и шумски екосистеми и брдовити предели.

## Начин живота
Врста Chiropodomys gliroides прави гнезда.

## Угроженост
Ова врста је наведена као последња брига, јер има широко распрострањење и честа је врста.